# Чернилявська сільська рада
Чернилявська сільська рада — колишній орган місцевого самоврядування у Яворівському районі Львівської області. Адміністративний центр — село Чернилява.

## Загальні відомості
Чернилявська сільська рада утворена в 1939 році. Територією ради протікає річка Ретичин.

## Населені пункти
Сільській раді підпорядковані населені пункти:
- с. Чернилява
- с. Лісок

## Склад ради
Рада складається з 16 депутатів та голови.

### Керівний склад попередніх скликань
| ПІБ                    | Основні відомості                                                 | Дата обрання | Дата звільнення |
| ---------------------- | ----------------------------------------------------------------- | ------------ | --------------- |
| Федунь Марія Іванівна  | Сільський голова, 1959 року народження                            | 26.03.2006   | 31.10.2010      |
| Косик Ярослав Іванович | Сільський голова, 1960 року народження, освіта вища, безпартійний | 31.10.2010   |                 |

Примітка: таблиця складена за даними джерела